# Southern Cross (série télévisée d'animation)
Pour les articles homonymes, voir Southern Cross (homonymie).
Southern Cross (Titre original : Chōjikū Kidan Southern Cross, Titre anglais : Super Dimensional Cavalry: Southern Cross, Titre international : Robotech - The Masters) est un anime de science-fiction japonais en 23 épisodes de 26 minutes , diffusée en 1984 au Japon. En France, la série a été diffusée dans le cadre de Robotech à partir du 30 juin 1987 sur La Cinq et compte alors 24 épisodes.

## Synopsis
En 2160, les Zors attaquent le système Epsilon Eridani, peuplé d'humains. Au sein de l'Armée de la Croix du Sud, la 15e unité se distingue par son efficacité mais aussi sa réputation de semeuse de troubles. Elle est dirigée par le lieutenant Jeanne Françaix…

## Historique
Dans sa version originale, il s'agit d'un feuilleton indépendant et le 3e volet de la trilogie Super Dimension (en) (超時空シリーズ Chō Jikū Series) produit par Big West Advertising (en) après The Super Dimension Fortress Macross et Super Dimension Century Orguss. 
Il a été rattaché à la série Robotech par Carl Macek et Harmony Gold, sous le nom Robotech: The Masters. Ainsi, certains noms ont été adaptés afin de correspondre au feuilleton Robotech. Par exemple, le lieutenant Jeanne Fránçaix devient Dana Sterling, une métisse interplanétaire, fille du Terrien Maximilien Sterling et de la Zentradienne Miriya Parino. L'épisode L'histoire de Dana, fait de flashbacks, a été entièrement monté pour Robotech et n'existe pas dans la série japonaise. En outre, l'action se déroule dans notre système solaire, non plus au XXIIe siècle mais en 2029.
La série Southern Cross en tant que telle est inédite sur les écrans français.

## Voix françaises (version Robotech)
- Caroline Beaune : Dana Sterling
- Malvina Germain : Nova Satori
- Olivier Korol : Bowie Grant
- Sophie Deschaumes : Marie Crystal
- Frédéric Bouraly : Zor Premier

## Épisodes (version Robotech)
1. L'histoire de Dana
2. Faux départ
3. La croix du Sud
4. Les volontaires
5. Demi-Lune
6. Zone dangereuse
7. Prélude à la bataille
8. Mission dangereuse
9. Feu métallique
10. Poudre étoilée
11. Aides extérieures
12. Déjà vu
13. Une nouvelle recrue
14. Triumvirat
15. Évasion de la Lune
16. Amours
17. Jeux dangereux
18. La trahison de Zor
19. Dana au pays des merveilles
20. Moment crucial
21. Les fugitifs
22. Le cauchemar final
23. La menace Invid
24. La catastrophe

## Commentaires
À l'origine, l'histoire était censée se passer sur une colonie française assez isolée par rapport à l'espace humain, d'où le peu de renfort qu'elle reçoit (un seul vaisseau abattu en s'approchant de la planète).